# 우지녕
우지녕(于志寧, 588년 ~ 665년 11월 22일)은 당의 재상으로, 자는 중밀(仲謐)이고 옹주(雍州) 고릉현(高陵縣) 사람이다. 우의(于義)의 손자로, 진왕부(秦王府) 십팔학사(十八學士) 중 한 사람이다.

## 생애

### 수에서의 생애
대대로 북조에서 벼슬한 선비족의 명문가에서 우선도(于宣道)의 아들로 태어났으며, 숙부인 우선민(于宣敏)의 양자로 들어갔다.
대업(大業) 말년에 관씨현장(冠氏県長)으로 임명되었으나, 산동(山東)에서 반란이 집중적으로 일어나자 관직을 버리고 귀향했다.
617년(대업 13년) 당국공 이연(李淵)이 거병하여 관중(關中)으로 들어오자 우지녕은 그를 장손무기(長孫無忌)가 있는 장춘궁(長春宮)에서 맞이해, 은청광록대부(銀青光禄大夫)로 임명되었다.

### 당 고조와 태종 치세의 생애
이후 진왕(秦王) 이세민(李世民)이 관할하는 위북도행군원수부(渭北道行軍元帥府)의 기실(記室)이 되었으며, 이후 천책부종사중랑(天策府從事中郞), 문학관학사(文學館學士)로 전임되었다.
629년(정관 3년) 중서시랑(中書侍郞)에 임명되었으며, 이후 산기상시(散騎常侍), 태자좌서자(太子左庶子)가 더해지고 여양현공(黎陽縣)에 봉해졌다.
당의 칠묘(七廟)를 세우는 논의가 일어났을 때, 군신들은 서량의 무소왕(武昭王) 이고(李暠)를 시조로 하도록 청원했으나, 우지녕은 홀로 이론을 주장했다.
또한 태종이 공신의 자손에게 자사(刺史) 직을 세습시키려고 하자 우지녕은 반대했다. 이에 태종은 둘 모두 우지녕의 의견을 따랐다.
640년(정관 14년)부터 태자첨사(太子詹事)를 겸하면서 태자 이승건(李承乾)의 교육을 맡았는데, 여러 차례 태자에게 간언했으나 태자는 듣지 않았다.
643년(정관 17년) 이승건이 폐태자가 되자 태종이 동궁의 관원들에게 죄를 물었는데, 오직 우지녕만은 위로를 받았으며, 진왕(晉王) 이치(李治)가 새 황태자로 책봉되자 우지녕은 다시 태자좌서자(太子左庶子)로 임명되었다.

### 당 고종 치세의 생애
태종이 훙하고 진왕 이치가 고종으로 즉위하자 우지녕은 시중(侍中)에 임명되었다.
650년(영휘 원년) 광록대부(光祿大夫)가 더해지고 연국공(燕國公)으로 진봉되었으며, 이듬해에는 감수국사(監修國史)가 되어 이적(李勣)과 함께 본초병도(本草倂圖) 54편의 편찬을 주관했다.
이홍태(李弘泰)가 태위(太尉) 장손무기가 모반을 꾀한다고 무고했을 때 고종이 이홍태를 참형에 처하려 하자 우지녕은 춘계(春季)에 형벌을 집행하는 것은 옳지 않으니 추분까지 기다려야 한다고 아뢰었고 고종도 이에 따랐다.
형산공주(衡山公主)가 장손전(長孫詮)에게 하가(下嫁)하려고 했을 때 우지녕은 공주의 3년상이 끝나지 않았는데 혼례를 치르는 것은 예를 잃은 것이라고 상소했으므로, 공주는 3년상이 끝난 후 혼례를 치르게 되었다.
같은 해 상서좌복야(尙書左僕射)·동중서문하삼품(同中書門下三品)에 임명되어 재상의 반열에 들었으며, 또 그 이듬해 태자소사(太子少師)를 겸했다.
656년(현경 원년) 태자태부(太子太傅)로 옮겼으며, 659년(현경 4년) 태자태사(太子太師)·동중서문하삼품(同中書門下三品)에 임명되었다.
고종이 왕황후(王皇后)를 폐하고 무소의(武昭儀)를 황후로 책봉하자 장손무기와 저수량(褚遂良)은 강하게 반대했으나, 우지녕은 중립을 지키며 아무 말도 하지 않았다.
장손무기가 모반의 혐의로 자결한 후 이에 연루되어 면직당했으며, 얼마 되지 않아 영주자사(榮州刺史)로 좌천되었다.
664년(인덕 원년) 화주자사(華州刺史)로 옮긴 후 이듬해 집에서 향년 78세로 졸하자 유주도독(幽州都督)으로 추증되고 '정(定)'이라는 시호를 받았다.
676년(상원 3년) 다시 좌광록대부(左光祿大夫), 태자태사로 추증되었다.

## 가족 관계
- 증조 - 우근(于謹, 493년 ~ 568년) : 북주의 태부(太傅), 주국(柱國), 연국공(燕國公), 시호 문(文), 서위(西魏)의 팔주국(八柱國) 중 한 명
  - 조부 - 우의(于義, 534년 ~ 583년) : 수의 동주총관(潼州總管), 상주국(上柱國), 시호 강(剛)
    - 친부 - 우선도(于宣道) : 수의 태자좌위부솔(太子左衛副率), 상의동삼사(上義同三司)
    - 양부(숙부) - 우선민(于宣敏) : 수의 봉거도위(奉車都尉)
      - 형 - 우영녕(于永寧) : 당의 상주자사(商州刺史)
      - 동생 - 우보녕(于保寧) : 당의 노주도독부사마(瀘州都督府司馬)
        - 장남 - 우립정(于立政) : 당의 태복소경(太僕少卿)
        - 차남 - 우신언(于愼言) : 우휴열(于休烈, 692년 ~ 772년)의 증조

## 참고 자료
- 『수서』 「권39」
- 『구당서』 「권4」·「권78」
- 『신당서』 「권72下」·「권104」